# Ниязова, Тахмина
Тахмина Ниязова (тадж. Таҳмина Ниязова; род. 14 февраля 1989 года, Душанбе) — таджикистанская эстрадная певица, победительница конкурса «Пять звёзд. Интервидение» в 2008 году.

## Биография
Родилась в Душанбе в творческой семье. Внучка Боймухамада Ниёзова.
- В 2003 году в возрасте 14 лет Тахмина Ниязова стала самой юной победительницей конкурса «Звёзды нового века»[2].
- В 2006 году она участвовала в фестивале «Индиго хит», а на следующий год — удостоилась грамоты в конкурсе «Лучшая песня»[2].
- В 2008 году она получила диплом на фестивале «Суруди сол — 2007» («Песня года — 2007»)[2].
- На конкурсе «Пять звёзд. Интервидение» Тахмина Ниязова получила гран-при, набрав 216 баллов по сумме трёх дней конкурса, и обойдя на один балл ближайших конкурентов[3]. Она так же была награждена премией в номинации «Дебют Интервидения» как самая молодая участница[3].
- 1 декабря 2008 года Тахмину выбрали послом доброй воли сети людей живущих с ВИЧ в Республике Таджикистан.
- В 2009 году Тахмина Ниязова представляла Таджикистан на Фестивале молодёжи стран СНГ в Баку[2].
- В 2010 году, в сентябре приняла участие на Международном музыкальном фестивале «Небо Содружества», который проходил впервые в Душанбе[4].
- В 2011 лауреат и дипломантка Международного конкурса исполнителей эстрадной песни «Славянский базар-Витебск 2011».
- В 2012 году назначена вице-президентом Федерации Таджикистана по бадминтону.
- В 2012 году окончила с красным дипломом  Российско-таджикский (славянский) университет, по специальности «Журналистика».
- В 2012 году закончила работу над своим дебютным альбомом «Нози Ишк», в который вошли не только песни на таджикском, но и на памирском, русском и английском языках.
- В 2012 году приняла участие в международном песенном конкурсе SUNČANE SKALE (СОЛНЕЧНЫЕ ШАГИ) в Черногории с песней «My Heart Makes Boom» и среди 24-х стран вошла в пятерку лучших.
- В декабре 2012 года Федерация за всеобщий мир (UPF) вручила диплом «Молодой Посол Мира» («Youth Ambassador For Peace»).
- В этом же году выиграла в номинации «Прорыв Года» («Маруфи Сол»)на Республиканском Фестивале «Джило-2012».
- С 2008 года принимает активное участие в различных благотворительных акциях, проводит благотворительные концерты. На данный момент получает второе высшее образование по специальности «Менеджмент».

Почти все песни Тахмины Ниязовой, начиная с 2006 года, были записаны звукорежиссёром Олимом Шириновым на студии «JC Records Studio». Это такие песни, как: «Занги телефон» (2006), «Hero» (2008), «Бути Нозанин» (2009), «Нози ишқ» (2010), «Ман ошиқи руи ту» (2010), «The Power of» Love (2011) и мн. другие .

## Клипы
- «Ты не достоин меня». Премьера нового клипа Тахмины Ниязовой
- Тахмина Ниязова - You don't own me anymore
- Тахмина Ниязова все клипы

## Песни
- «Ты не достоин меня» (2016)
- «You don't own me anymore» (2016)
- «Занги телефон» (звонок телефона) (JC Records Studio 2006, звукорежиссёр Олим Ширинов)
- «Hero»  (JC Records Studio 2008, звукорежиссёр Олим Ширинов)
- «Единственный»
- «Больше чем друзья»  (JC Records Studio 2009, звукорежиссёр Олим Ширинов)
- «Цветы под снегом»
- «Ман ошиқи руи ту» (я влюблена в твоё лицо) (JC Records Studio 2010, звукорежиссёр Олим Ширинов)
- «Нози ишқ» (блаженство любви)  (JC Records Studio 2010, звукорежиссёр Олим Ширинов)
- Гуфт, ки ҳарду (декабрь 2015 г.) на YouTube - музыка Б. Ниёзова, слова К. Худжанди (Видеоклип с текстом песни и переводом на русский язык Веры Звягинцевой)
- Эй ёри ҷонам (JC Records Studio 2010, звукорежиссёр Олим Ширинов)
- The Power of Love (JC Records Studio 2011, звукорежиссёр Олим Ширинов)
- Мольба (JC Records Studio 2010, звукорежиссёр Олим Ширинов)
- Ба Нозе Лайло
- Ты только позови
- Живджум
- Боди Сабо (JC Records Studio 2009, звукорежиссёр Олим Ширинов)
- Бути Нозанин (JC Records Studio 2009, звукорежиссёр Олим Ширинов)
- Афсонаи дил (JC Records Studio 2008, звукорежиссёр Олим Ширинов)
- Не уходи (JC Records Studio 2011, звукорежиссёр Олим Ширинов)
- My Heart Makes Boom
- Pray Tahmina ft «The champions»